# Петербург (роман)
„Петербург“ (на руски: Петербург) е роман на руския писател Андрей Бели, издаден през 1913 година.
Действието се развива по време на Революцията от 1905 година, а в центъра на сюжета е нелегална организация, която изисква от свой привърженик да извърши атентат срещу баща си, който е високопоставен чиновник. Книгата има силен отзвук и е сочена като най-важното прозаично произведение на руския символизъм и модернизъм. През 1922 година авторът цялостно преработва текста, изглежда, за да я направи по-приемлива за комунистическия режим.
„Петербург“ е издаден на български през 1981 година в превод на Иван Николов.